# NGC 5009
NGC 5009 (również PGC 45739 lub UGC 8258) – galaktyka spiralna z poprzeczką (SBb), znajdująca się w gwiazdozbiorze Psów Gończych. Odkrył ją William Herschel 26 kwietnia 1789 roku.